# Asmund
Asmund ist ein männlicher Vorname.

## Herkunft und Bedeutung
Asmund kommt vom altnordischen Ásmundr und setzt sich aus den Worten Áss (Asen, ‚Gott‘) und mundr (‚Schutz/Brautgeschenk‘) zusammen.

## Varianten
- Aasmund
- isländisch Ásmundur
- schwedisch Åsmund
- polnisch Osmund

## Namensträger
Zweitname:
- Karl Asmund Rudolphi (1771–1832), deutscher Naturforscher, Botaniker und Zoologe schwedischer Abstammung